# С́
С́, с́ – litera rozszerzonej cyrylicy, wykorzystywana od 2009 r. w alfabecie cyrylickim języka czarnogórskiego, w którym oznacza dźwięk [ɕ]. Powstała poprzez połączenie litery С z akcentem ostrym. 
Jej odpowiednikiem w czarnogórskiej łacince jest litera Ś.

## Kodowanie
| Forma     | Wygląd | Części składowe | Części składowe | Kodowanie     |
| --------- | ------ | --------------- | --------------- | ------------- |
| majuskuła | С́      | U+0421 С        | U+0301 ◌́        | U+0417 U+0301 |
| minuskuła | с́      | U+0441 с        | U+0301 ◌́        | U+0421 U+0441 |